# Tom et Jerry et la Souris de mer
Pour plus de détails, voir Fiche technique et Distribution.
Tom et Jerry et la Souris de mer (The Cat and the Mermouse) est le 43e court métrage d'animation de la série américaine Tom et Jerry réalisé par William Hanna et Joseph Barbera et sorti le 3 septembre 1949.